# Frequência extremamente baixa
Frequencia extremamente baixa ou em inglês Extremely low-frequency (ELF) é o conjunto de frequencias do espectro eletromagnético compreendidos no intervalo de 3 Hz a 30 Hz, geradas por eventos naturais ou artificialmente, de pequena largura de banda para a transmissão de informações e uso prático restrito.
| Extremely low frequency (ELF)                                                |
| ---------------------------------------------------------------------------- |
| Ciclos por segundo: 3 Hz a 30 Hz Comprimento de onda: 10 000 km a 100 000 km |

## Utilização

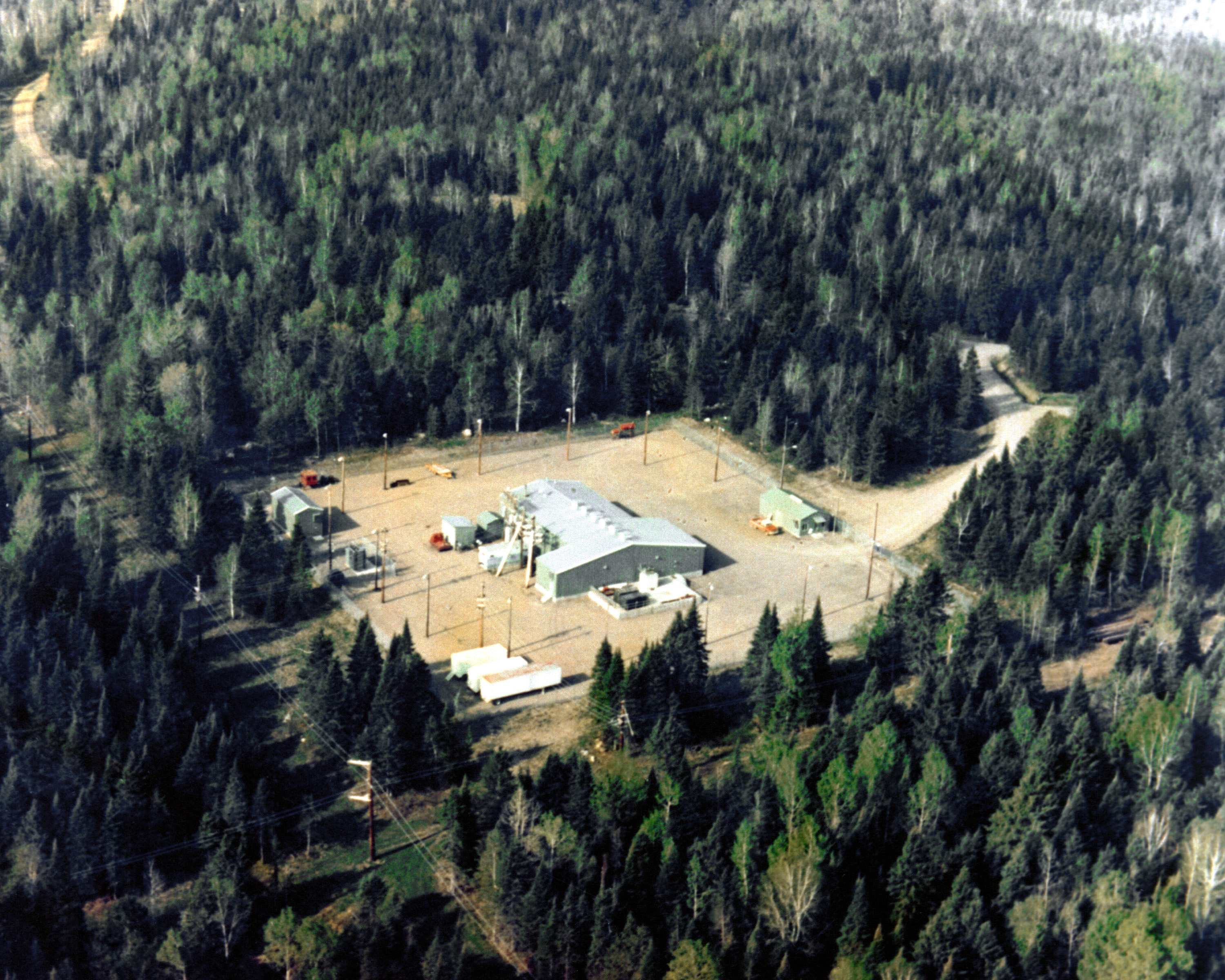
Fotografia aérea tirada em 1982 das instalações ELF do Lago Clam em Wisconsin.

O espectro ELF é a mais baixa frequencia de rádio com algum uso prático, sendo incapaz de transmitir voz só carregando informação codificada em forma binária simples como código Morse no entanto, por causa de seu enorme comprimento de onda, ela consegue atravessar o solo ou a água praticamente sem sofrer interferências ou perdas no sinal. Esta característica mostrou-se uma alternativa capaz de prover comunicação com submarinos pois a água do mar atua como uma gaiola de Faraday bloqueando as ondas de rádio de frequencia mais alta. No auge da Guerra Fria tanto os Estados Unidos quanto a União Soviética financiaram pesquisas sobre e, utilizaram as ondas ELF na comunicação com submarinos que atuavam no limite do território inimigo. Uma das grandes dificuldades encontradas para gerar o sinal de rádio era o tamanho necessário das antenas qual poderia variar de algumas poucas dezenas de quilômetros até a casa de alguns milhares. Com a indústria bélica em alta e financiamento governamental foram enterrados cabos com até 45 km de extensão além da utilização da rede elétrica como enormes antenas, mas logo as limitações da tecnologia se tornaram evidentes.

## Limitações
As características intrínsecas da faixa de frequência das ondas ELF proveram um meio pouco eficiente e de alto custo para uma comunicação unilateral com os submersos. A necessidade de antenas quilométricas tornava impossível a transmissão de alguma resposta da tripulação dos submarinos ao centro de operações, a pequena largura de banda só permitia a transmissão de alguns poucos caracteres por minuto e o custo energético para a modulação da frequência só era justificável em tempos de guerra. Os Estados Unidos mantiveram duas estações de transmissão uma na Floresta Nacional de Chequamegon-Nicolet em Wisconsin e a Floresta Estadual do Rio Escanaba em Michigan as quais permaneceram funcionando até serem desmanteladas em setembro de 2004.

## Fontes naturais

Representação gráfica do ciclo ressonante de ELFs naturais.

Picos de ressonância das ELFs previstas por Winfried Otto Schumann.

## Impacto ambiental
Há muito se estuda o impacto ambiental das ondas eletromagnéticas, principalmente quanto aos danos que podem causar aos seres humanos em específico. A radiação eletromagnética pode ser basicamente dividida em radiação ionizante (como radiação ultravioleta, raios X e radiação gama), comprovadamente nociva e até mesmo mortal aos seres vivos, e radiação não ionizante (luz visível abaixo do ultravioleta e ondas de rádio em geral), de potencial ofensivo limitado ou mesmo inócuas, onde se enquadra o ELF. O impacto mediato ao ecosistema está diretamente ligado aos danos causados pela instalação de quilômetros de fios em reservas florestais, a longo prazo não há estudos que comprovem qualquer potencial ofensivo das ondas ELF pois estas são análogas às ondas geradas pela rede elétrica residencial de 50 a 60 Hz presente na maior parte do mundo e também no próprio campo magnético terrestre.